# Ошаев, Халид Дудаевич
Халид Дудаевич Оша́ев (чечен. ОшагIер Дуди кIант Халид; 20 декабря 1897  [1 января 1898], Терская область — 12 декабря 1977 или 3 сентября 1977) — чеченский писатель, учёный и драматург.

## Биография
Халид Ошаев родился в 1897 году в слободе Воздвиженская (ныне не существует, располагалась на территории современной Чечни) в семье служащего. В 1916 году окончил Грозненское реальное училище, затем учился в Лесном институте в Петрограде. В 1921—1922 годах возглавлял Чеченский ревком. Потом стал директором горского педагогического института во Владикавказе. В 1925—1930 годах Ошаев был руководителем областного отдела народного образования Чечни.
Первые произведения Ошаева были опубликованы в 1926 году. Ошаев — автор романа в четырёх книгах «Пламенные годы» (чечен. «Алун шераш») о Гражданской войне. Также является одним из соавторов повести «Гибель вендетты» о борьбе с кровной местью. Перу Ошаева принадлежат пьесы «Асланбек Шерипов» (о Гражданской войне), «Клещ», «Борьба продолжается», «Селасат», «Две Зайбуллы», «Кто виноват», «Два арбуза в одной руке», «Зулай». Помимо художественных произведений Ошаев написал ряд научных статей о чеченском фольклоре.
Заслугой Ошаева является работа по поиску и выявлению земляков-участников обороны Брестской крепости, о которых им была написана художественно-документальная повесть «Брест — орешек огненный», изданная в 1968 году. В результате его поисков были установлены имена более 400 защитников крепости — выходцев из Чечено-Ингушетии.
После публикации первого издания книги его попытки развивать эту тему наткнулись на массу препонов. В конечном итоге Ошаева перестали публиковать и заставили написать письмо с раскаянием в своей деятельности. В 1990 году на волне перестройки эта книга была переиздана.
В 1925 году Ошаевым был составлен чеченский алфавит на базе латинской графики, который использовался вплоть до ареста Ошаева в 1937 году. В 1925 году по инициативе Ошаева был создан Чечено-Ингушский республиканский краеведческий музей. В 1931 году Ошаев инициировал создание Чечено-Ингушского научно-исследовательского института истории, языка и литературы и стал его первым руководителем.